# Pseudogynoxys chiribogensis
Pseudogynoxys chiribogensis es una especie de plantas con flores en la familia Asteraceae. Es un subarbusto, endémico de Ecuador, con solo dos colecciones de especímenes: uno en Chiriboga.
Está amenazada por pérdida de hábitat.
Su hábitat natural son montañas subtropicales o tropicales húmedas.

## Fuente
- Montúfar, R. & Pitman, N. 2003.  Pseudogynoxys chiribogensis.   2006 IUCN Lista Roja de Especies Amenazadas; bajado el 20 de julio de 2007